# سفارة السويد في كولومبيا
سفارة السويد في كولومبيا هي أرفع تمثيل دبلوماسي لدولة السويد لدى كولومبيا. تقع السفارة في وهي تهدف لتعزيز المصالح السويدية في كولومبيا.

## وصلات خارجية
- قائمة سفارات السويد
- قائمة السفارات في كولومبيا